# Sociologie de l'expérience
 (janvier 2020).
Si vous disposez d'ouvrages ou d'articles de référence ou si vous connaissez des sites web de qualité traitant du thème abordé ici, merci de compléter l'article en donnant les références utiles à sa vérifiabilité et en les liant à la section « Notes et références ».
Disciple d'Alain Touraine, militant de l'intervention sociologique, le sociologue François Dubet propose la sociologie de l'expérience comme alternative aux paradigmes dominants de la sociologie traditionnelle[Selon qui ?]. 

## Explication
Holisme, individualisme méthodologique, interactionnisme, sont autant de modèles durs que les nombreuses enquêtes de terrain de Dubet discréditent vu l'incomplétude de ces sociologies, aux théories partielles[Selon qui ?]. Celui-ci souligne l'« épuisement de la représentation du social qui fut celle de la sociologie classique » (Dubet, 1994). Il fait le constat du déclin des éléments traditionnels (école, famille, religion, classes sociales, rôles sexués...), non remplacés : « Dans un ensemble social qui ne peut plus être défini par son homogénéité culturelle et fonctionnelle, par ses conflits centraux et par des mouvements sociaux tout aussi centraux, les acteurs et les institutions ne sont plus réductibles à une logique unique, à un rôle et à une programmation culturelle des conduites » (Dubet, op. cit).
Pour Dubet, la société est un système social, soit la juxtaposition d'un marché, d'une communauté, d'une historicité, et surtout, d'acteurs pris dans des logiques d'actions intrinsèquement liées, toujours à l'œuvre, mais hiérarchisées par l'individu selon les contextes qu'il traverse.  
L'action, qu'il renomme « expérience sociale », est « la cristallisation plus ou moins stable chez les individus ou les groupes, de logiques d'actions différentes, parfois opposées, que les acteurs sont tenus de combiner et de hiérarchiser afin de se constituer comme des sujets » (Dubet, 2007, p. 98). Il nomme ces trois logiques (ou systèmes) d'actions : la logique d'intégration, la logique de subjectivation et la logique de sélection.

## Trois systèmes ou logiques d'action enchevêtrés
Selon lui, les individus « semblent s’inscrire dans plusieurs rationalités, dans plusieurs logiques (…) [ils] sont des acteurs. Ils réfléchissent, ils agissent, ils ne sont jamais totalement adéquats à leur rôle ou à leurs intérêts ». (Dubet, 2004). 
Ces trois systèmes imbriqués sont toutefois hiérarchisés. Selon le contexte, l'acteur privilégie l'un ou l'autre des trois systèmes d'action.

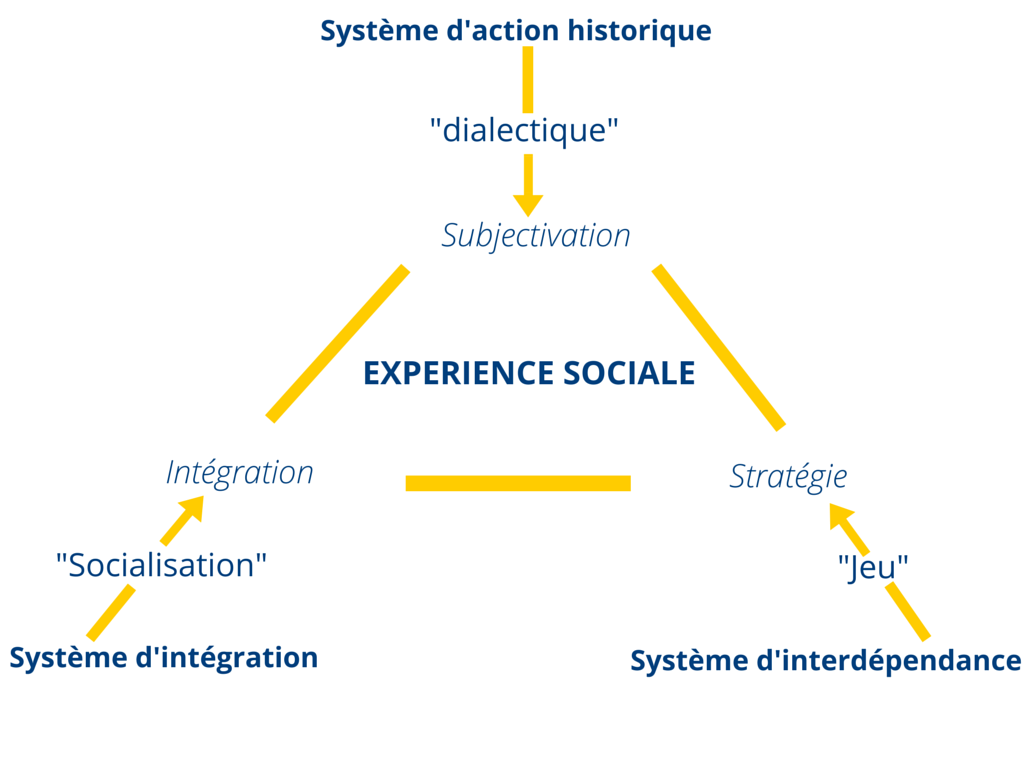
L'expérience sociale selon Dubet (Paris, 2015)

### Un système d’action historique (subjectivation)
L’individu a « la possibilité de se placer hors du monde pour en faire la critique ». Ce système ou logique d'action est premier quand l'individu se veut critique, distant avec son groupe d'appartenance. 
« Les individus les plus orientés vers cette activité [de critique, de mise à distance] sont souvent dans des positions d’adhésion et de distance mêlées » (Dubet, 1994, p. 149).

### Un système d’intégration (socialisation)
Ce système ou logique d'action « repose essentiellement sur les processus de socialisation » (Dubet, 1994, p. 136). Ce système guide l'action de l'acteur « [dès] lors que le problème sociologique majeur est (…) le maintien d’une identité sociale ». (op. cit, p. 136)

### Un système d’interdépendance (stratégie)
Dans les situations où l'acteur se trouve dans un contexte de concurrence, où il doit défendre des intérêts, c'est cette logique 
d'action qui guide ses choix, « en fonction des opportunités offertes » (Dubet, op. cit, p. 140).
Ainsi, selon qu'il cherche à préserver ses liens avec un groupe (système d'intégration), ou qu'il cherche à se comprendre, à se faire 
critique (système d'action historique ou subjectivation) ou encore qu'il se fait stratège pour protéger ses intérêts (système 
d'interdépendance), l'acteur est plutôt dans l'un, l'autre de ces trois systèmes d'action. 

### Application de la sociologie de l'expérience au terrain d'enquête
L'approche du terrain d'enquête, préconisée par F. Dubet, a fait florès dans le monde de la recherche qualitative[Selon qui ?], qui privilégie la vision du monde des enquêtés. « La subjectivité des acteurs, la conscience qu'ils ont du monde et d'eux-mêmes, est le matériau essentiel dont dispose le sociologue de l'action » (Dubet, 1994).
L'expérience scolaire :
«  L’élève peut travailler parce que c' est ainsi, parce qu'il a intériorisé l'obligation du travail scolaire dans sa famille et à l' école, et c' est essentiel. Mais cet élève doit et peut aussi travailler s'il est capable de percevoir l'utilité, scolaire ou non, de ce travail, s'il est en mesure ou en position d’anticiper les gains, ce qui ne recouvre pas exactement le premier type de signification. Enfin, l'élève peut travailler parce qu'il éprouve ce travail comme une forme de réalisation de soi, d'intérêt intellectuel.» (Dubet et Martuccelli, 1996, p.65).
en s'appuyant sur la notion d'expérience sociale telle que définie par Dubet, peut être perçue comme une manifestation concrète de l'interaction entre l'individu et le système éducatif. Elle englobe les multiples interactions entre les élèves, les enseignants et les pairs au sein de l'environnement scolaire, ainsi que les stratégies d'adaptation et les choix que les élèves déploient pour atteindre leurs objectifs académiques.